# Pardosa distincta
Pardosa distincta är en spindelart som först beskrevs av John Blackwall 1846.  Pardosa distincta ingår i släktet Pardosa och familjen vargspindlar. Inga underarter finns listade i Catalogue of Life.